# Kahoot!

Logo Kahoot

Kahoot! je volně přístupná aplikace vhodná pro fixaci učiva prostřednictvím kvízů. Je spustitelná na zařízeních s operačním systémem Android, iOS i Windows. Aplikace byla spuštěna v září roku 2013 v Norsku. Jedná se o tvorbu výukových materiálů prostřednictvím kvízových otázek s možností výběru. Je možné ji spustit také přes webový prohlížeč a není nutné ji tedy instalovat. Aplikace je dostupná v anglickém jazyce.

## Registrace
Pro vytvoření kvízu se musí uživatel registrovat. Ihned po registraci může uživatel vytvářet kvízy.

## Kvízové možnosti
V aplikaci má uživatel dvě možnosti položení otázky. První možností je Quiz neboli otázka, na kterou žák vybírá odpověď čtyř nabízených možností, ze kterých je minimálně jedna správná.
Druhá možnost je True or false, kde žák odpovídá, zda je napsané tvrzení pravda nebo lež.

## Možnosti spuštění
Učitel může kvíz spustit ve dvou režimech.
Classic - každý žák má své zařízení a odpovídá sám za sebe.
Team mode - žáci jsou rozděleni do týmů a každý tým má jedno zařízení, pomocí kterého odpovídají.

## Kvíz

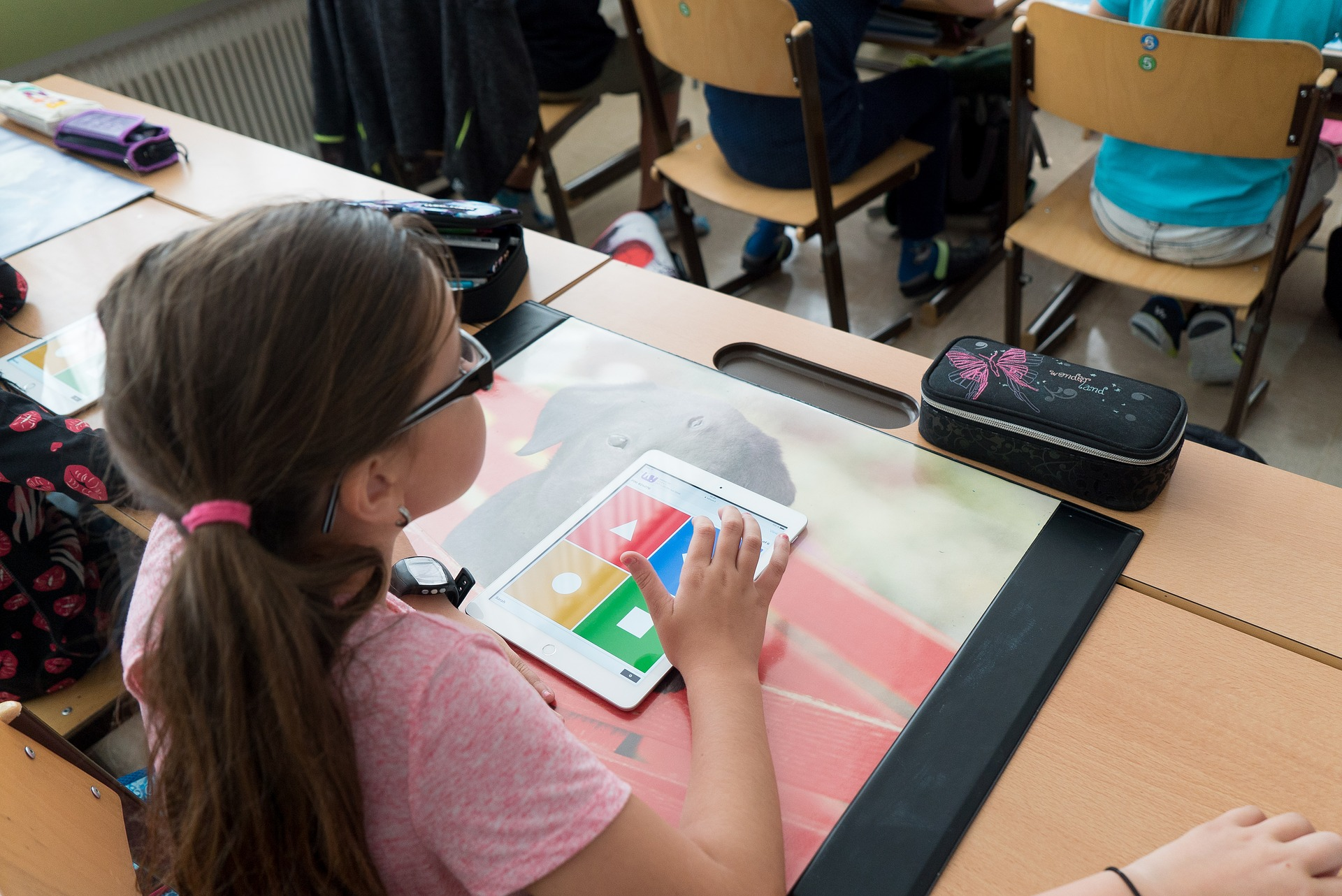
Možnosti odpovědí

Žák se do kvízu přihlásí přes aplikaci pomocí kódu, který mu učitel ukáže na tabuli. Následně má možnost zvolit si jméno, pod kterým bude v kvízu zapsán. Po připojení všech žáků učitel na tabuli spustí kvíz. Každý žák pak na svém mobilním zařízení vidí možnosti odpovědí, ale otázka je vidět pouze na tabuli. Každá otázka má časový limit, ve kterém má žák možnost odpovědět na otázku. Každá je bodově ohodnocena podle dvou kritérií. Hodnotí se rychlost a přesnost odpovědi. Nejrychlejší žák se správnou odpovědí dostává nejvíce bodů. Po každé otázce je na tabuli vidět správná odpověď. Na závěr kvízu se promítnou stupně vítězů a počty bodů.